# Damien-Marie Saintourens
Pierre-Auguste Marie Saintourens (Marmande, 13 de mayo de 1835-26 de septiembre de 1920), más conocido por su nombre religioso Damien-Marie Saintourens, fue un sacerdote dominico francés, uno de los propagadores de la devoción del rosario perpetuo y fundador de la Congregación de Monjas Dominicas de Clausura del Rosario Perpetuo.

## Biografía
Pierre-Auguste Marie Saintourens nació en el seno de una familia católica del suroeste de Francia. Ingresó en el seminario diocesano de Agén y fue ordenado sacerdote el 2 de junio de 1860, en Agén. Al conocer la Orden de los Predicadores, pidió el ingreso al noviciado en 1868, donde cambió su nombre por Damien Marie. En dicha orden religiosa adquirió una gran devoción a la oración del rosario y se dedicó a la divulgación de dicha oración cristiana, llegando a predicar en muchas ciudades de Canadá, Francia, Estados Unidos y América Latina.
El 20 de mayo de 1880, en Calais (Francia), fundó la Congregación de las Monjas Dominicas de Clausura del Rosario Perpetuo, con la ayuda de las religiosas Rose Wehrlé y Mary Imelda Gauthier. El instituto tenía como fin el rezo del rosario en cada momento, alternándose las monjas de tal modo que no quede ni una hora en la que no se esté rezando.
Saintourens murió el 26 de septiembre de 1920.